# 누나의 3월
《누나의 3월》은 2010년 마산문화방송(現 MBC경남 창원본부)에서 제작한 특별기획 2부작 드라마이다. 대한민국의 최초의 민주화 운동으로 일컬어지는 3·15 의거를 소재로 한 역사 드라마로, 2010년 3월 26일에 마산문화방송에서 제작하여 최초로 방영되었다. 이후 4·19 혁명 50주년을 앞둔 같은 해 4월 18일에는 서울의 문화방송을 통해 대한민국 전역으로 방영되었다.
특히, 이 드라마가 방영된 2010년은 3·15 의거가 발생한 지 50주년이 되는 해이며, 의거가 발생한 3월 15일이 국가기념일로 제정된 해이기도 하였다.

## 개요
기획 기간이 2년, 제작비가 7억 원이 소요되었으며, 합천영상테마파크에서 2010년 1월 19일부터 1월 27일까지 촬영이 진행되었다. 민주화 운동에 가담한 동생을 둔 다방 여종업원인 '허양미'라는 가공의 인물을 바탕으로 하여 주변의 사람들이 겪어가는 과정을 표현한 것이 특징이다.
주요 드라마 제작 구성원으로 극본에는 한지붕 세가족, 파랑새는 있다 등의 드라마를 집필한 김운경 작가가, 연출에는 전우석 프로듀서가 참여하였다. 배우로는 손현주, 정찬, 오지혜, 김지현, 김애경, 조상근, 정종준, 이주실 등의 연기자가 출연하였으며, 특히 손현주는 출연료의 전액을 장애 어린이 합창단인 '에반젤린 합창단'에 기부하여 화제가 되기도 하였다. 2010년 3월 10일에는 서울 여의도 국회 의원회관 대회의실에서 마산 지역구 국회의원인 이주영, 안홍준의 주최로 제작발표회 및 시사회가 열렸으며, 이 자리에서 김형오 국회의장이 축사를 하기도 하였다. 3월 26일에 마산문화방송에서, 4월 18일 서울의 문화방송에서 전국 방영으로 각각 방송되었으며, 특히 4월 18일 전국 방영 당시에는 TNS 기준으로 7.8%의 시청률을 기록하였다. 방영 이후, 마산문화방송에서 자체적으로 무료로 다시보기를 제공하기 시작하였다.

## 등장 인물
- 손현주 : 박종표 역
- 정찬 : 이한수 역
- 김지현 : 허양미 역
- 오지혜 : 권찬주(김주열 모친) 역
- 조상근 : 허양철[양미 동생] 역
- 김애경 : 다방주인 역

## 이야기 구성
김운경 작가는 방영 직전 경향신문과의 인터뷰에서 '당초 김주열을 중심인물로 설정하고 있었으나, 당시 17세에 불과한 인물을 중심으로 이야기를 풀어나가기가 힘들어 3·15의 뜻을 전달하기가 어렵다는 생각으로 '허양미'라는 가상의 인물을 만들었다'고 밝혔다. 또한 집필에 필요한 취재를 위해 서울에 거주하는 김주열의 큰 누나와 작은 누나의 이야기를 많이 참고하고 남원의 생가를 방문하기도 하였고, 마산문화방송에서 보관중인 역사적인 사실 자료를 많이 참고하였다고도 밝혔다.